# 죽산읍내역
죽산읍내역(竹山邑內驛)은 경기도 안성군 죽산면 죽산리에 위치했던 안성선의 철도역이다. 안성선의 다른 역과는 달리 조선총독부관보에는 개업일시가 나타나지 않은 것으로 보아 안성선 개통 이후에 개통된 것으로 보인다. 현재 흔적은 남아있지 않고 공터로 남아있다.

## 연혁
- 1931년 6월 15일 : 영업 개시
- 1944년 12월 1일 : 태평양전쟁으로 안성~장호원간 선로철거로 폐역